# Elisha Otis
Elisha Graves Otis (Halifax, 3 agosto 1811 – Yonkers, 8 aprile 1861) è stato un inventore e imprenditore statunitense.
Fu l'ideatore dell'ascensore di sicurezza grazie alla sua invenzione del freno di sicurezza per ascensori. Il suo nome figura nella National Inventors Hall of Fame.
È stato il fondatore della Otis Elevator Company, multinazionale specializzata soprattutto in ascensori.

## Biografia
Otis è nato a Halifax, nel Vermont, da Stephen Otis e Phoebe Glynn. All'età di 19 anni si trasferì a Troia, New York, dove visse per cinque anni facendo il conduttore di carri. Nel 1834, sposò Susan A. Houghton. Due i figli, Charles e Norton. Sempre quell'anno, Otis accusò una polmonite che quasi lo uccise, quindi si spostò con la famiglia sulle colline del Vermont, sul Green River. Progettò e costruì un suo mulino, ma senza soddisfazioni economiche, quindi lo convertì in una segheria per poi iniziare a costruire carri e carrozze. Qualche tempo dopo sua moglie morì, lasciando Otis con due figli, uno di 8 anni e l'altro ancora in fasce. 
A 34 anni si trasferì ad Albany, New York, lavorando come produttore di bambole per Otis Tingely. Esperto artigiano, oltre a realizzare dodici bambole al giorno, inventò e brevettò un tornitore automatico con cui produrre reti da letto quattro volte più velocemente di quanto si potrebbe fare manualmente (circa cinquanta al giorno). Il suo capo gli dette un bonus, quindi Otis si mise in proprio prendendo un capannone in affitto e iniziando a progettare un freno di sicurezza per fermare i treni all'istante e un forno automatico per la cottura del pane. Fu costretto a smettere quando il flusso che stava usando per un alimentatore fu deviato dalla città di Albany per il suo approvvigionamento di acqua dolce. Nel 1851 si trasferì così prima a Bergen City, nel New Jersey (ora parte di Jersey City), per lavorare come meccanico, poi a Yonkers, New York, come gestore di una segheria abbandonata che avrebbe dovuto convertire in una fabbrica di reti.

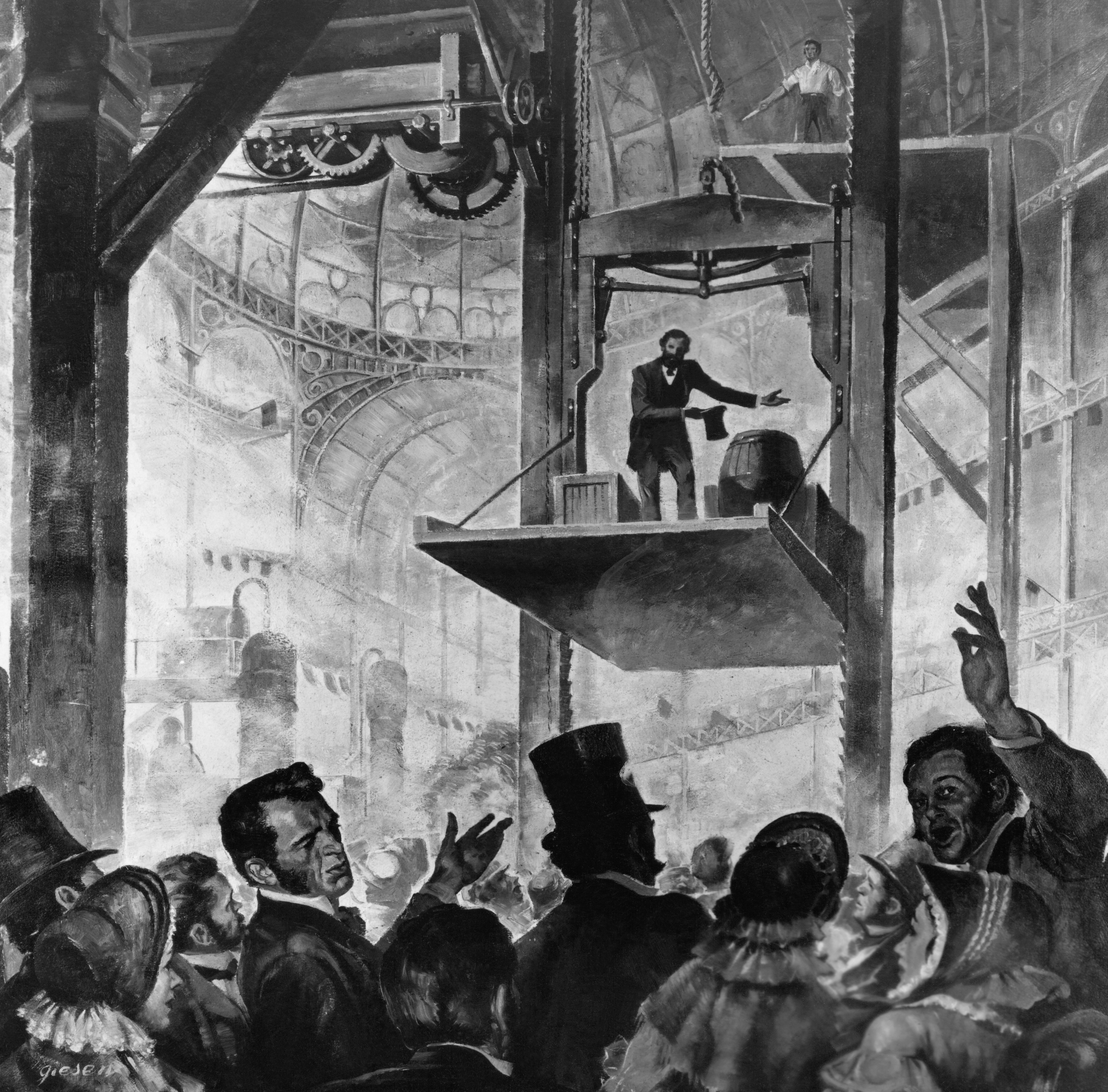
Dimostrazione dell'ascensore Otis nel 1853

All'età di 40 anni, mentre stava ripulendo la fabbrica di reti, si chiese come potesse portare tutti i vecchi detriti ai livelli superiori del capannone. Aveva sentito parlare di piattaforme di sollevamento, ma queste spesso si rompevano, e non era disposto a correre rischi. Lui e i suoi figli progettarono il loro "ascensore di sicurezza" e lo testarono con successo. Inizialmente non diede importanza all'invenzione tanto da nemmeno brevettarla, ma dopo aver cominciato a vendere i primi ascensori e il contemporaneo declino della fabbrica di reti, Otis trasformò l'azienda in una fabbrica di ascensori, inizialmente chiamata Union Elevator Works e successivamente Otis Brothers & Co. 
Non ci furono ordini nei primi mesi, ma poco dopo si tenne a New York l'Esposizione delle industrie di tutte le nazioni del 1853 che gli offrì una grande opportunità di pubblicità. Al Crystal Palace di New York Otis stupì il pubblico quando ordinò che l'unica corda che reggeva la piattaforma su cui lui si trovava venisse recisa: la piattaforma cadde solo pochi centimetri prima di fermarsi. Il meccanismo di blocco di sicurezza aveva funzionato, rendendo le persone più disponibili a salire sugli elevatori a trazione. Questi ascensori diventarono rapidamente il tipo utilizzato più comunemente, contribuendo in seguito a rendere possibili i grattacieli. 
Dopo l'esposizione mondiale, Otis ricevette ordini continui, raddoppiando il numero ogni anno. Sviluppò inoltre diversi tipi di motori per ascensore, a valvola e a vapore a tre vie, che oltre al movimento verticale consentivano di arrestarlo rapidamente.